# НИИ астрономии Харьковского национального университета
Научно-исследовательский институт астрономии Харьковского национального университета имени В. Н. Каразина, или Харьковская астрономическая обсерватория — научное заведение при Харьковском университете. Учреждение было начато в 1808 году как астрономический кабинет университета, а в 1888 году, главным образом благодаря усилиям Григория Левицкого, была создана соответственно оборудованная обсерватория в отдельном доме. Является коллективным членом Украинской Астрономической Ассоциации.

## История обсерватории
В 1808 году в Харьковском университете был основан Астрономический кабинет (И. С. Гут, а в 1824 году была основана кафедра астрономии, первым преподавателем на которой стал П. А. Затеплинский. В период с 1808 по 1882 годы на кафедре астрономии последовательно существовали 4 временные обсерватории. Весной 1883 года под руководством Г. В. Левицкого началась постройка постоянной обсерватории в университетском саду, рядом с загородным анатомическим театром, куда впоследствии был перенесён из университета Астрономический кабинет. Во время Великой Отечественной войны на время оккупации Харькова (1941—1943) основные инструменты были спрятаны, а сотрудники обсерватории находились в Казахстане.

## Инструменты обсерватории
Харьковская обсерватория
- 2-дюймовая труба Доллонда — 1808 год (Музей обсерватории)
- 6-дюймовый рефрактор Мерца (Музей обсерватории)
- меридианный круг с объективом диаметром 160 мм (Репсольд, Гамбург) — доставлен в 1886 году, установлен в 1888 году (Музей обсерватории)
- хронометр Эриксона — 1892 год (Музей обсерватории)
- рефрактор Цейсса (D = 200 мм, F = 3000 мм), получен примерно в 1930 году
- АПМ-1 (Пассажный инструмент, D = 100 мм, F = 1000 мм)
- Спектрогелиограф (первый в СССР) — 1935 год
- АЗТ-7 (D = 200 мм, F = 2000 мм)

Обсерватория Граково (Чугуевская наблюдательная станция)
- АЗТ-8 (D = 700 мм, F = 3150 мм)
- АФР-2 — хромосферно-фотосферный телескоп

Обсерватория Майданак:
- 50-см рефлектор (D = 500 мм, F = 8000 мм)
- Периодически проводятся наблюдения на АЗТ-22

## Отделы обсерватории
- Отдел астрофизики
- Отдел физики астероидов и комет
- Отдел дистанционного зондирования планет
- Отдел физики Солнца и планет
- Лаборатория астрометрии

## Направления исследований
С 1882 по 1894 года:
- наблюдения затмений
- наблюдения покрытий Луной
- определения широты
- разности долгот Харьков-Николаев
- исследование фокусных расстояний объективов
- наблюдения солнечных пятен и протуберанцев
- наблюдения горизонтальными маятниками
- сейсмические наблюдения

С 1901 года начались фотографические работы
С 1929 года участие в работе Международной Службы Времени
С 1935 года проводится солнечный патруль
В 1930 — 1960-х годах приоритетной темой была планетология:
- Поверхность Луны
- Марсианская атмосфера
- Фотометрические свойства Венеры, Юпитера и Сатурна

В 1960-1980-х годах:
- Участие в подготовке планетных миссий АМС
- Разработка методик обработки планетных снимков с АМС

Современные исследования:
- Астрометрия

- Создание фундаментальных каталогов собственных движений звезд

- Планеты и солнечная физика

- Экспериментальные и теоретические исследования взаимодействия излучения с шероховатыми поверхностями
- Исследований химико-минералогических характеристик поверхностей Луны и планет на основе сочетания наземных и космических данных
- Служба Солнца и изучение солнечной активности в хромосфере

- Физика астероидов

- Физические свойства астероидов и исследования проблемы астероидной опасности

- Дистанционное зондирование планет

- Разработка поляриметрических методов исследования поверхностей безатмосферных небесных тел

- Методы обработки наблюдений

- Разработка алгоритмов обработки изображений с высоким разрешением с наземных оптических телескопов
- Фотометрический мониторинг гравитационно-линзированных квазаров и исследование явления гравитационного линзирования

## Основные достижения
- Участие в международной работе определения положения звезд реперов для планеты Эрос (зимы 1900/01 и 1901/02)
- Участие в создании трехтомного атласа Луны (на основе снимков с АМС)
- Карты прогноза химического и минералогического состава лунной поверхности
- Поляриметрия Марса в противостояние 2003 года на телескопе Хаббл
- Исследования YORP-эффекта астероидов
- Исследования оппозиционного эффекта астероидов

## Персоналии

### Руководители обсерватории
- 1808—1811 — Гут, Иоган Сигизмунд
- 1824—1834 — Затеплинский, Павел Александрович
- 1834—1842 — Шагин, Антоний Францевич
- 1843—1856 — Шидловский, Андрей Петрович
- 1857—1878 — Федоренко, Иван Иванович
- 1879—1894 — Левицкий, Григорий Васильевич
- 1894—1917 — Струве, Людвиг Оттович
- 1917—1930 — Евдокимов, Николай Николаевич
- 1930—1970 — Барабашов, Николай Павлович
- 1971—1977 — Езерский, Владимир Иосифович
- 1977—1993 — Дудинов, Владимир Николаевич
- 1993—2004 — Захожай, Владимир Анатольевич
- 2004—2014 — Шкуратов, Юрий Григорьевич
- с 2014 — Кайдаш, Вадим Григорьевич

### Известные сотрудники
- Порецкий, Платон Сергеевич
- Кудревич, Борис Иванович
- Остащенко-Кудрявцев, Борис Павлович
- Фесенков, Василий Григорьевич
- Герасимович, Борис Петрович
- Струве, Отто Людвигович
- Сикора, Йозеф
- Пархоменко, Прасковья Георгиевна

Академики:
- Николай Барабашов (АН Украинской ССР)
- Василий Фесенков (АН Казахской ССР)

Члены-корреспонденты:
- Юрий Шкуратов (НАН Украины)

Лауреаты Государственной премии Украины в области науки и техники:
- 1986: Владимир Дудинов, Дмитрий Станкевич, Виктория Цветкова, Юрий Шкуратов
- 2010: Ирина Бельская, Вадим Кайдаш, Дмитрий Лупишко

Лауреаты Премии НАН Украины им. акад. М. Н. Барабашова:
- 1987: Леонид Акимов, Юрий Александров, Дмитрий Лупишко
- 1997: Юрий Шкуратов
- 2012: Фёдор Величко, Юрий Круглый, Василий Шевченко

Лауреаты Премии НАН Украины имени С. Я. Брауде:
- 2010: Виктор Вакулик

Лауреаты Премии НАН Украины имени Е. П. Фёдорова:
- 2012: Пётр Фёдоров

## Астронимика
В честь сотрудников Харьковской обсерватории названы 8 кратеров на Луне, Марсе и Венере, а также ряд астероидов:
- (1857) Пархоменко
- (2126) Герасимович
- (2227) Отто Струве
- (2286) Фесенков
- (3210) Лупишко
- (4208) Киселёв
- (8786) Бельская
- (12234) Шкуратов
- (15898) Харастертим = (от английского сокращения) «Харьковская астероидная команда»
- (17035) Величко
- (17036) Круглый
- (17054) Васильшев
- (18750) Леонидакимов
- (20334) Глевитский